# Остиста сосна
Остиста сосна (Balfourianae) — група видів сосни, раніше її розглядали як окремий таксон, проте зараз рознесена по різних підродах роду сосна. Представники групи відомі дуже великою тривалістю життя, окремі дерева досягають віку в 5000 років, що робить їх третіми за старістю живими організмами на Землі після антарктичного лишайника (понад 10 000 років) та кедра (7200 років).
Остисті сосни ростуть в ізольованих гаях на альпійській лінії лісу або трохи нижче неї. Через холодні температури, сухі ґрунти, сильні вітри й короткі вегетаційні сезони, ці дерева ростуть дуже повільно. Деревина дуже щільна і смоляниста, і тому стійка до проникнення комах, грибків та інших потенційних паразитів. В міру старіння дерева значна частина його камбію відмирає. У дуже старих деревах, часто тільки вузька смуга живої тканини сполучає коріння з невеликою купкою живих гілок.